# بوبي بيترز
بوبي بيترز (بالإنجليزية: Bobby Peters)‏ هو قاضي ومحامي وسياسي أمريكي، ولد في 21 فبراير 1949.